# Bérault Stuart d’Aubigny
Bérault Stuart d’Aubigny (englisch Bernard Stewart, * um 1452; † 15. Juni 1508 in Corstorphine, Schottland) war ein französischer Militär, Kommandeur der Schottischen Garde, und Diplomat aus dem Zweig Darnley des Hauses Stuart.

Wappen Bérault Stuarts im von ihm gebauten Schloss La Verrerie

## Leben
Bérault Stuart d’Aubigny war der Sohn von John Stuart, Seigneur d’Aubigny († 1482), und Béatrix d’Apcher, und Enkel von John Stewart of Darnley († 1429), dem die Herrschaften Aubigny und Concressault von König Karl VII. für seine Verdienste im Krieg gegen England gegeben worden waren.
Er war Seigneur d’Aubigny, Seigneur und dann Graf von Beaumont-le-Roger (4. August 1495), Seigneur de Saint-Quentin, du Crotet, de Saint-Sylvain-des-Averdines, de Maclou, de Berrué et de La Verrerie
Am 20. Oktober 1469 wird er als Angehöriger der Schottischen Garde erwähnt. Im Jahr 1480 war er Capitaine von Schloss Vincennes, im gleichen Jahr verkaufte er im Auftrag seines Vaters die Herrschaft Concressault. 1482 war er Gouverneur von Melun, 1483 Gouverneur von Burg und Grafschaft Vire.

### 1480er Jahre: Schottland und Bosworth
Aufgrund seines familiären Hintergrunds wurde er zu Jakob III. von Schottland gesandt, um die Thronbesteigung von Karls VIII. von Frankreich im Jahr 1483 zu verkünden. Er erhielt auch die Aufgabe, einen Vertrag mit den Schotten zu unterzeichnen, der die Auld Alliance erneuerte; die Unterzeichnung erfolgte am 22. März 1484.
Der Seigneur d’Aubigny war auch der Gesprächspartner für den Teil der schottischen Lords, die Henry Tudor, 2. Earl of Richmond in seiner Rebellion gegenüber seinem entfernten Verwandten König Richard III. von England unterstützten. Henry war immer noch ein Exilant, der zusammen mit den Hauptunterstützern des Hauses Lancaster, dem erfahrenen John de Vere, 13. Earl of Oxford und Henrys Onkel Jasper Tudor, 1. Duke of Bedford in Frankreich lebte. Sie verließen sich stark auf den französischen König, um die Armee zu finanzieren und kampffähige Fußsoldaten stellen zu können. 1485 wurde Bérault Stewart ausgewählt, die französischen Truppen zu kommandieren, die die Invasion begleiteten und dem Earl of Richmond am 22. August 1485 halfen, in der Schlacht von Bosworth König Heinrich VII. von England zu werden und die Tudor-Dynastie zu gründen.
Von 1487 bis 1489 war er Gouverneur des Berry. 1490 war er Conseiller und Chambellan des Königs, der ihn 1491 beauftragte, die Freilassung des Herzogs von Orléans aus der Grosse Tour in Bourges zu veranlassen.
Später nahm er im Dienst des Königs Ferdinand II. von Aragón an der Eroberung des Königreiches Granada teil, die mit der Kapitulation der Stadt Granada am 2. Januar 1492 endete.

### 1490er Jahre: Italienische Kriege
Nachdem Papst Innozenz VIII. sich 1489 mit Ferdinand I. von Neapel überworfen hatte, forderte er Karl VIII. auf, Neapel zu erobern, der daraufhin seine Armee aufrüstete und die Artillerie verstärkte, 1492/93 Frieden mit England, dem Kaiserreich und Aragon schloss (den Vertrag von Étaples, den Vertrag von Senlis und den Vertrag von Barcelona), und mit dem Mailänder Herzog Ludovico Sforza einen Verbündeten in Italien fand.
Am 29. März 1493 ernannte Karl VIII. Bérault Stuart zum Lieutenant-général für das Königreich Neapel. Er war zu dieser Zeit Capitaine der Bogenschützen der Schottische Garde, Gouverneur von Harfleur und Montivilliers. 1494 sandte Karl VIII. den Seigneur d’Aubigny nach Rom, um seine Ansprüche gegenüber dem neuen Papst Alexander VI. geltend zu machen. Als Alexander sich weigerte, Karls Anspruch auf Neapel anzuerkennen, stellte der König eine Armee von 25.000 Mann (darunter 8.000 Schweizer Söldner) auf und begann einen Feldzug nach Italien. Stuart erhielt von Karl VIII. den Befehl, 1000 Reiter der königlichen Kavallerie über die Alpen in die Lombardei zu führen, und nachdem er mit Karl an der Eroberung der Romagna teilgenommen hatte, begleitete er ihn beim triumphalen Einzug in Florenz am 15. November 1494. Nach diesem Sieg wurde Stuart zum Gouverneur von Kalabrien, Konnetable von Neapel und Lieutenant-général der französischen Armee ernannt.
Die Franzosen überrannten schnell die zerstrittene Italienische Halbinsel und kamen am 21. Februar 1495 in Neapel an, dessen König Ferdinand II. beim Anrücken der französischen Armee nach Sizilien geflohen war. Dort schloss sich Ferdinand im vorübergehenden Exil seinem Cousin Ferdinand II. von Aragon an, König von Spanien und Sizilien, der ihm Hilfe bei der Wiedererlangung seines Königreichs anbot. Als Reaktion auf Karls Invasion wurde der Liga von Venedig gegründet, die drohte, die Invasionsarmee im Süden abzuschneiden, indem die Liga den Norden besetzte und die Kommunikations- und Versorgungslinie unterbrach. Am 30. Mai 1495 spaltete Karl seine Armee auf, indem er die Hälfte seiner Truppen nach Norden nahm, um sich zurück nach Frankreich zu kämpfen, und dem Rest die kürzlich eroberten neapolitanischen Gebiete überließ. Nach harten Kämpfen in der Schlacht bei Fornovo (6. Juli 1495) schafften es Karl und der größte Teil der französischen Armee sicher zurück nach Frankreich und überließen Stuart und dem Rest der Armee die Abwehr der erwarteten spanischen Invasion.
Der spanische General Gonzalo Fernández de Córdoba y Aguilar wurde mit einer Armee aus Spanien entsandt, um den König von Neapel zu stärken. Am 24. Mai 1495 traf er im Hafen von Messina auf Sizilien ein, nur um festzustellen, dass Ferdinand bereits mit einem Heer nach Kalabrien übergesetzt und Reggio wieder besetzt hatte. De Córdoba selbst überquerte zwei Tage später die Meerenge. Er hatte unter seinem Kommando 600 Lanzen spanischer Kavallerie, viele dieser Jinetes genannten leichten Kavallerie, und 1.500 Infanteristen, viele von ihnen Rodeleros-Schwertkämpfer, zu denen 3.500 Soldaten der spanischen Flotte hinzugekommen waren. Die Größe der neapolitanischen Armee ist unklar, wurde aber bald durch 6.000 Freiwillige aus Kalabrien ergänzt, die sich den neapolitanischen Reihen anschlossen, als Ferdinand von Neapel landete. De Córdobas spanisches Kontingent wurde andererseits erschöpft, weil er spanische Garnisonen an mehreren befestigten Orten aufstellen musste, die Ferdinand als teilweise Entschädigung für die militärische Hilfe Spaniens auf die Iberische Halbinsel bereitstellte. Obwohl er schwer an Malaria erkrankt war, die er sich kürzlich zugezogen hatte, verlor Aubigny keine Zeit, um auf die alliierte Herausforderung zu reagieren, und konsolidierte schnell seine Kräfte, um der neapolitanisch-spanischen Invasion entgegenzutreten, indem er isolierte Garnisonen in ganz Kalabrien einbezog und Précy aufforderte, ihn mit den Schweizer Söldnern zu verstärken. In der folgenden ersten Schlacht bei Seminara (28. Juni 1495) wurden die spanischen und neapolitanischen Armeen von der französischen Kavallerie und Schweizer Pikenieren unter der Führung des Schotten Aubigny vertrieben. Stuart wurde zum Marchese de Squillace und zum Conte de Arena (oder Acri) ernannt.
Stuart wurde im Jahr 1499 zum Ritter des Michaelsordens ernannt und nahm am Feldzug von König Ludwig XII. teil und wurde nach dessen erfolgreichem Abschluss zum Gouverneur von Mailand mit dem Kommando über die französische Armee ernannt, die vom König zurückgelassen wurde, um die Städte Norditaliens mit Garnisonen zu besetzen. 1501 vollendete er die Eroberung Neapels und wurde zum dortigen Gouverneur ernannt. Doch nach den Erfolgen in der Schlacht bei Terranuova und der Schlacht bei Gerace in Kalabrien (die ihm die Titel eines Duca de Terranuova und eines Marchese de Gerace einbrachten) wurde er in der zweiten zweiten Schlacht bei Seminara (21. April 1503) vollständig besiegt und geriet in Gefangenschaft, die er im Castel Nuovo in Neapel verbrachte, bis er durch einen am 11. November 1503 unterzeichneten Waffenstillstand freigelassen wurde und nach Frankreich zurückkehren konnte.

### Letzte Jahre
1504 und 1508 wurde er als Botschafter nach Schottland zum König Jakob IV. gesandt. Bei der zweiten Reise ging es um Beratungen zur die Hochzeit von Prinzessin Claude de France, der Tochter Ludwigs XII., und dem zukünftigen König Franz I. Er starb am 12. Juni 1508 in Corstorphine (heute ein Ortsteil von Edinburgh) und wurde im Seitenschiff der Kirche von Corstorphine begraben. Das Grab soll ein Kreuz aus Feingold gehabt haben, dessen Anwesenheit (auf Französisch „Cruce D’or Fin“) dem Gebiet den Namen gab. William Dunbar widmete ihm zwei Balladen, zum einen The Ballad of Lord Bernard Stewart und zum anderen die Elegy on the Death of Lord Bernard Stewart.
Vor dem Hintergrund seiner militärischen Erfahrung schrieb er den Traité sur l’art de la guerre.

## Ehe und Nachkommen
Bérault Stuart d’Aubigny heiratete in erster Ehe Guillemette de Boucard, in zweiter Ehe um 1484 Anne de Maulmont († nach 1510), Erbin der Grafschaft Beaumont-le-Roger, Tochter von Guy, Seigneur de Saint-Quentin und Jeanne bâtarde d’Alençon, wodurch er diesen Beaumont-Titel de iure uxoris erhielt. Seine Kinder stammen aus der ersten Ehe:
- Guyonne Stuart d’Aubigny; ⚭ Philippe Braque, Seigneur de Luat
- Anne Stuart d’Aubigny († nach 24. Dezember 1516); ⚭ 2. Februar 1504 Robert Stuart d’Aubigny, genannt le Maréchal d’Aubigny, Seigneur d’Aubigny, Comte de Beaumont-le-Roger, ihren Vetter zweiten Grades. Die Ehe blieb ohne Nachkommen.